# إي تي آي كاتاليست
إي تي آي كاتاليست (بالإنجليزية: ATI Catalyst)‏ وهو برنامج مشغل ومتحكم للعديد ببطاقات العرض المرئي وغيرها التابعة لشركة إي تي آي تيكنولوجيز. وتم اعتماد هذا البرنامج بعد إطلاق سلسلة ريدون آر 200. ووعدت الشركة بتطوير البرنامج كل شهر لتحسين أدائه وحل مشاكله وإضافة ميزات جديدة. وبعد حلول عام 2007, أصبح البرنامج يضم إي تي آي كاتلست كونترول سنتر (ATI Catalyst Control Center), وهي واجهة مستخدم تؤمن التحكم بوظائف المعدات مثل ضبط القدرات ثلاثية الأبعاد, التحكم بالشاشة، ضبط عرض الفيديو وغيرها من الوظائف. وهي تؤمن عرضا مسبقا للرسوميات ثلاثية الأبعاد ليعلم المستخدم ما آثار تعديله للوظائف على رسمويات الحاسوب.